# Isabelle Dinoire
Isabelle Dinoire (* 1967 in Maubeuge, Frankreich; † 22. April 2016 in Amiens) war der erste Mensch, dem erfolgreich ein Gesicht transplantiert wurde.

## Unfall
Die Mund- und Nasenpartie ihres eigenen Gesichts war im Mai 2005 durch Bisse ihres Labrador-Mischlings vollkommen zerstört worden. Sie hatte mit Hilfe von Schlaftabletten versucht, Suizid zu begehen. Möglicherweise wollte der Hund sie wecken und geriet in Panik, als ihm dies nicht gelang.

## Operation
Am 27. November 2005 führten französische Ärzte die Operation durch, bei der der Patientin die untere Gesichtspartie einer bereits hirntoten Frau verpflanzt wurde. Die Transplantation umfasste die Haut von Nase, Mund, Kinn und Teile der Wangen.
Am 6. Februar 2006 wandte sie sich erstmals nach der Operation in Form einer Pressekonferenz an die Öffentlichkeit. Sie sagte, dass die über fünfmonatige Wartezeit bis zur Operation sehr schwierig für sie war. Sie äußerte die Hoffnung, dass ihr Fall dazu beitrage, künftig auch „anderen zu helfen, wieder zu leben“. Auch hoffe sie, bald wieder „ein normales Leben führen“ zu können, obwohl noch viele Rehabilitationsanstrengungen vor ihr lägen. Sie dankte den Ärzten und der toten Organspenderin, welche ihr durch die Spende ermöglicht habe, ein „zweites Leben“ zu führen.
Ende November 2006 konnte sie das transplantierte Gesicht so weit kontrollieren, dass ein Lächeln möglich wurde. Innerhalb dieses Zeitraums hätte ihr Immunsystem das Transplantat jedoch zwei Mal fast abgestoßen; die Mediziner konnten dies jedoch mit Medikamenten unterbinden.
Kritiker hielten die Gesichtstransplantation in diesem Fall für verfrüht, da man auch durch Eigenhautverpflanzungen hätte versuchen können, ein akzeptables Resultat zu erzielen. Die Transplantation von Fremdhaut berge große Abstoßungsgefahren und gehe daher mit einer lebenslangen starken Medikation zur Immunsuppression einher, die weitere Gesundheitsrisiken berge, so die Kritiker. Die ausführenden Ärzte hingegen hielten die Gesichtstransplantation nach wie vor für die richtige Entscheidung und für einen Erfolg (Stand 2007).
Isabelle Dinoire starb, wie Anfang September 2016 bekannt wurde, bereits im April 2016 im Alter von 49 Jahren an den Folgen zweier Krebserkrankungen. Die starken Medikamente zur Immunsuppression sollen die Krebserkrankungen verursacht bzw. Dinoire dafür anfälliger gemacht haben; Immunsuppressoren unterdrücken per Definition das Immunsystem, das normalerweise u. a. auf Krebszellen reagiert.